# Tours-i Szent Márton-templom (Buják)

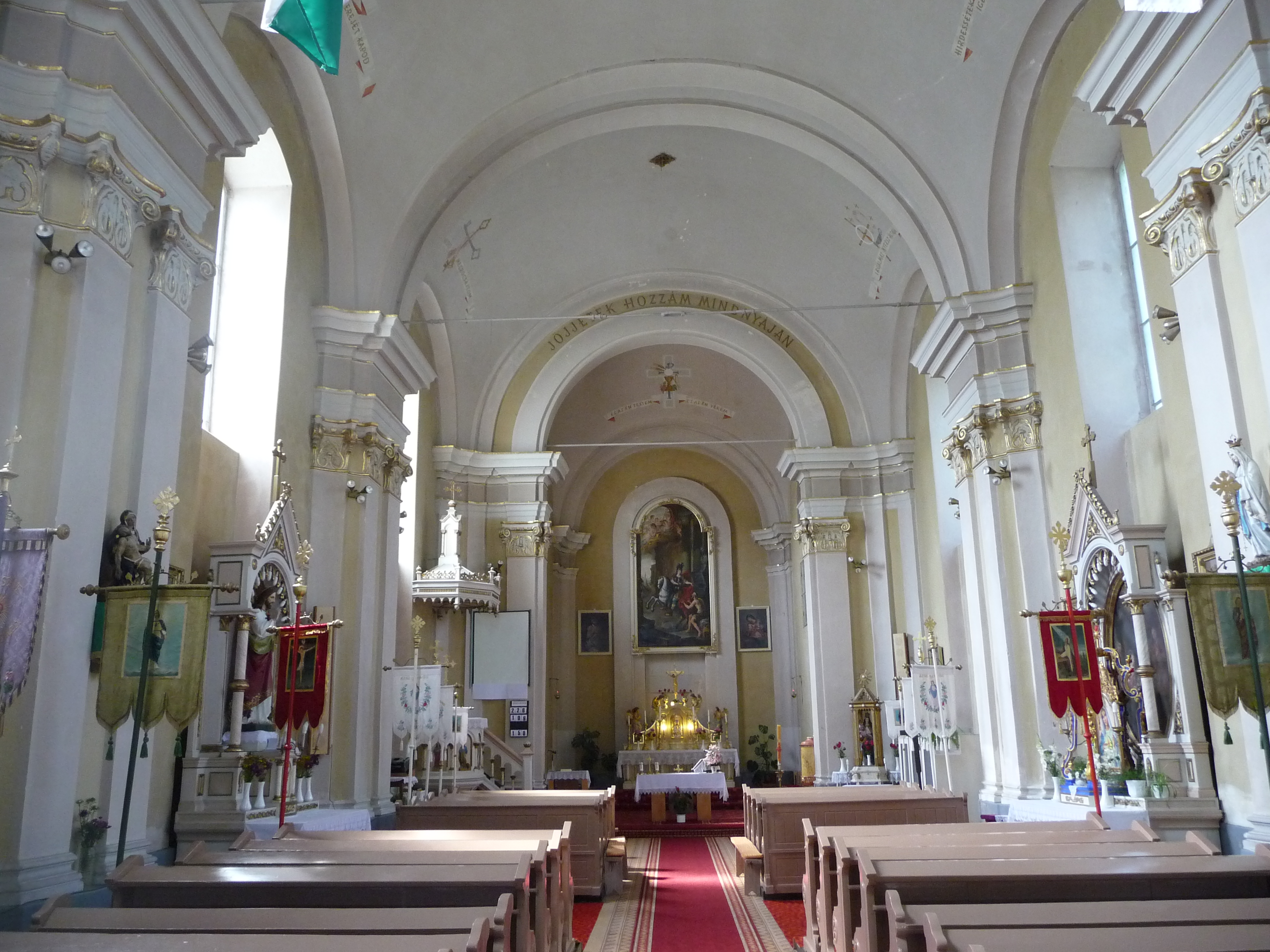
A templom belső tere

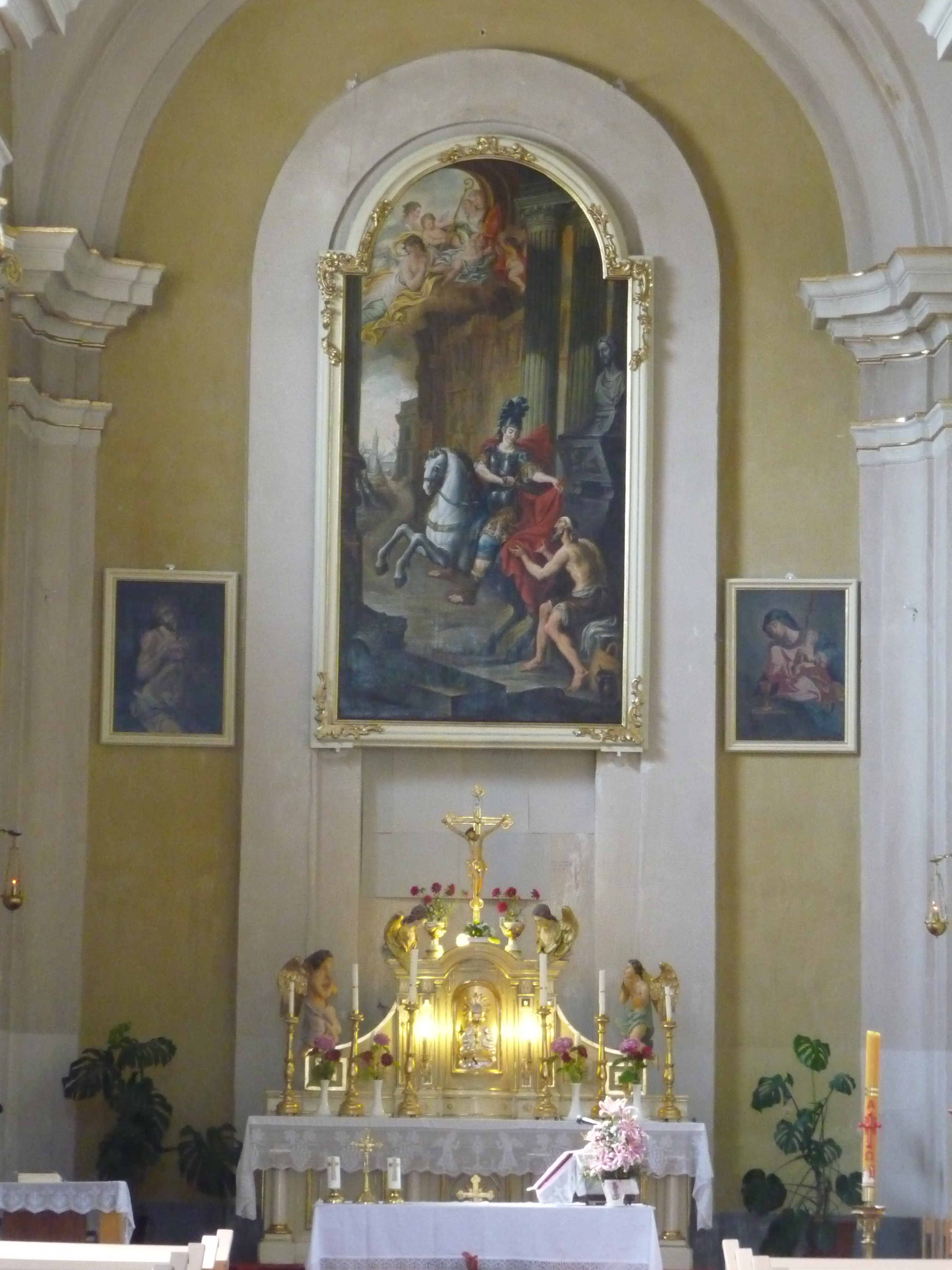
A főoltár a három oltárképppel

Buják barokk római katolikus temploma a falu főterén áll.

## Története
Buják első temploma a jelenlegitől északra, a falu Kaponkának nevezett helyén állt 1552-ig, amikor is a törökök a vár elfoglalása után felrobbantották. Ebben az időben valahol a falu közepetájt állt egy kupolával fedett plébániatemplom is, mellette a plébániával. Ennek a templomnak a kupolája 1752-ben beomlott, és ezután a lakosok úgy széthordták köveit (még az épület alapjából is), hogy semmi sem maradt, aminek alapján egykori helyét azonosítani tudnák.
A jelenlegi templomot 1753–1757 táján építették Tours-i Szent Márton püspök tiszteletére Esterházy Pál herceg, a királyi kamara (fiscus) és a hívek hozzájárulásával, 15 000 Ft költséggel. Ez időben a plébános Thury Pál nógrádi főesperes volt. A 20. század elején az épület falai megrepedtek, boltozatából téglák hullottak ki, ezért 1902-ben Pappenheim Szigfried birodalmi gróf és Károlyi Erzsébet grófnő kegyurak rendeletére újraboltozták, hajóját bővítették, szentélyét hét méterrel megnyújtották. 1932–33-ban a tetőt addig fedő fazsindelyeket palára cserélték.
1890-ben Kossitzky Lajos plébános a kálváriáról lehozatta a templomkertbe a régi, vas keresztet, valamint Mária Magdolna és János evangélista szobrát.
1945-ben a kegyúrság megszűnt; azóta (az állam támogatásával) a híveknek kell a templomot fenntartaniuk. 1968-ban a hívek áldozatos munkájával az épület külsejét tatarozták, majd 1975–76-ban a belsejét újították fel.
1986-ban a Szent Anna kápolnából lehozták a főoltárképet, és a kápolna harangját is a templom tornyába helyezték át. Ez lett a templom középső harangja, így a misék előtt negyed órával második harangszóként ez szól a toronyból.

## A templom
Az egyhajós, enyhén előreugró homlokzati toronnyal épült templom barokk stílusú; hossztengelye megközelítőleg észak-déli.
Az ívelt oromfalak között álló tornyot a körbefutó koronázópárkány, öv- és órapárkány tagolja. Szentélye egyenesen zárt, a falához mindkét oldalon sekrestye csatlakozik. Kapukerete díszes; felette enyhe ívű, törtvonalú szemöldökpárkány fut. A legtöbb ablaka szegmentívvel záródik. A belső teret csehsüvegboltozat fedi. A hajó eredetileg kétszakaszos volt, később bővítették háromszakaszosra. A homlokzatot a Károlyi és a Pappenheim család címerei díszítik.
Az első térben a templom történetét ismertető emléktáblát helyeztek el.
A templom főoltára nagy, gazdagon díszített, festett-aranyozott. A 2010-ben restaurált főoltárkép Szent Mártont és a koldust ábrázolja. Mellette kétoldalt az egykori mellékoltárok képei függnek: a fájdalmas Szűzanya és a fájdalmas Krisztus. A szentélyben szépen festett, barokk keresztelő kút áll; mellett figyelmet érdemlően kidolgozott húsvéti gyertyatartó. A templomnak jelenleg is két mellékoltára van:
- az egyik Jézus Szíve tiszteletére a szent sírral,
- a másik Jézus születésének tiszteletére a betlehemi oltár; ezen egy barokk stílusú, egykor hordozható Mária-kép áll.

A falakat díszítő újkori festmények és az ablakok Szilágyi János és fia, Szilágyi András munkái.
Szószéke ma is eredeti állapotában használható. Kórusán egy 3 manuál + pedálos digitális Viscount Jubilate hangversenyorgona áll. A toronyban 3 harang függ:
- a nagyharangot 1757-ben öntötték,
- a középső a Kálvária kápolnájának egykori harangja 1921-ből,
- a legkisebbet, a lélekharangot 1920-ban öntették.

## Háborús emlékmű
A templom előkertjében helybéli andezit terméskőből emelt, egyszerűségében is bonyolult szimbolikájú emlékmű egyszerre állít emléket az első világháborúban elesett és a holokausztban elpusztított bujákiakról. Az emlékezést egy Vörösmarty-idézet segíti.

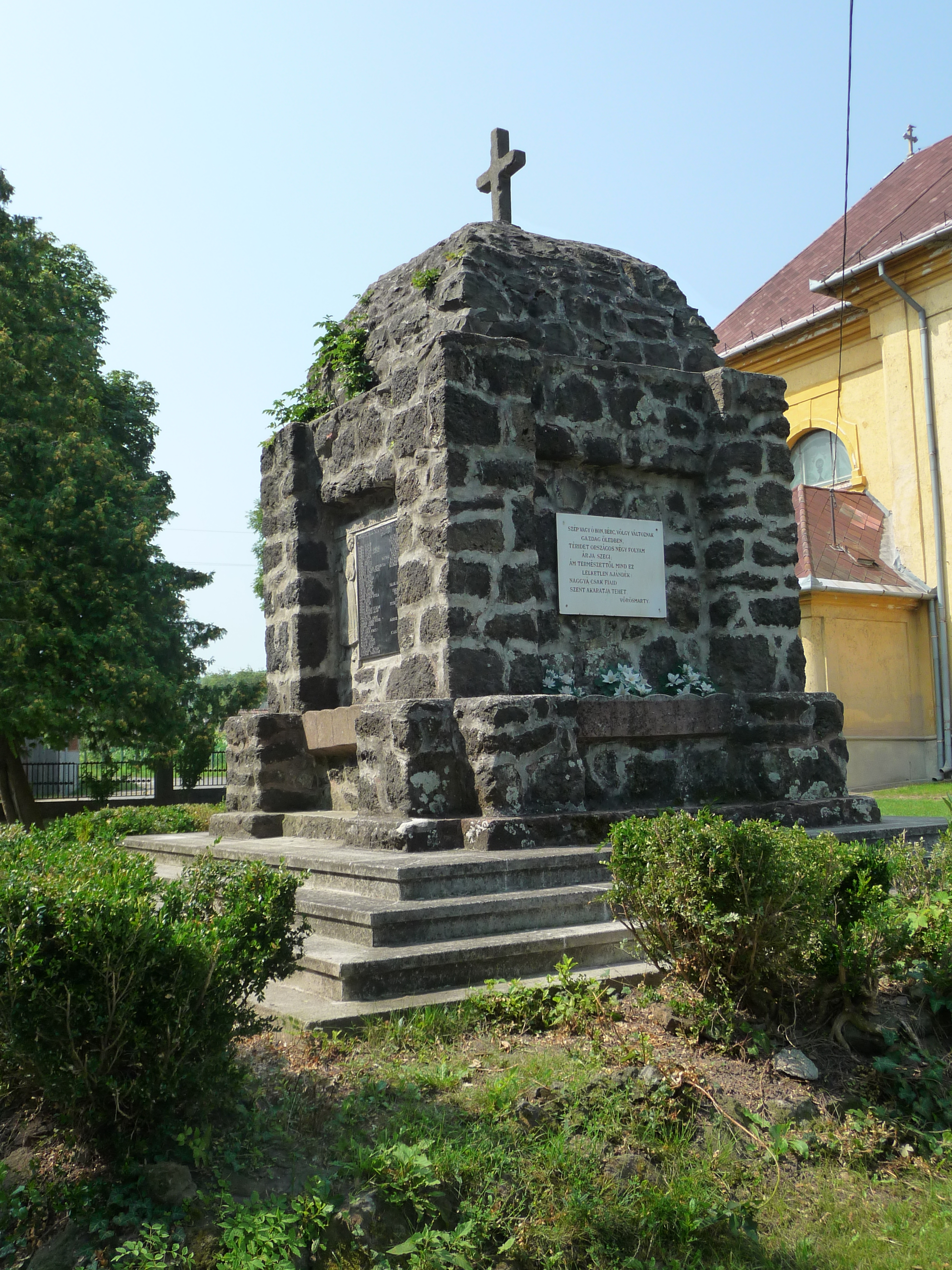
A háborús emlékmű
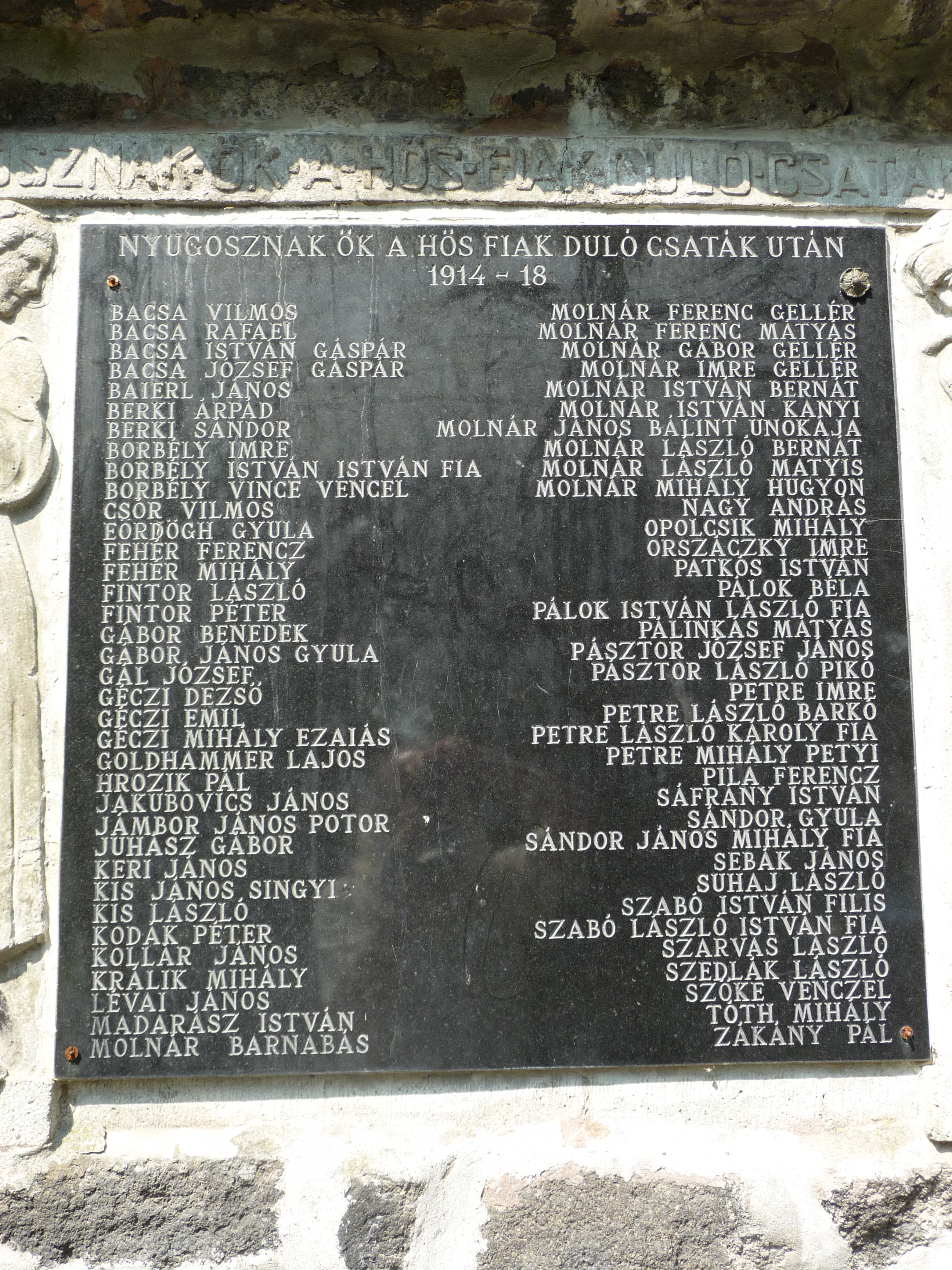
Az I. világháború bujáki áldozatainak emléktáblája
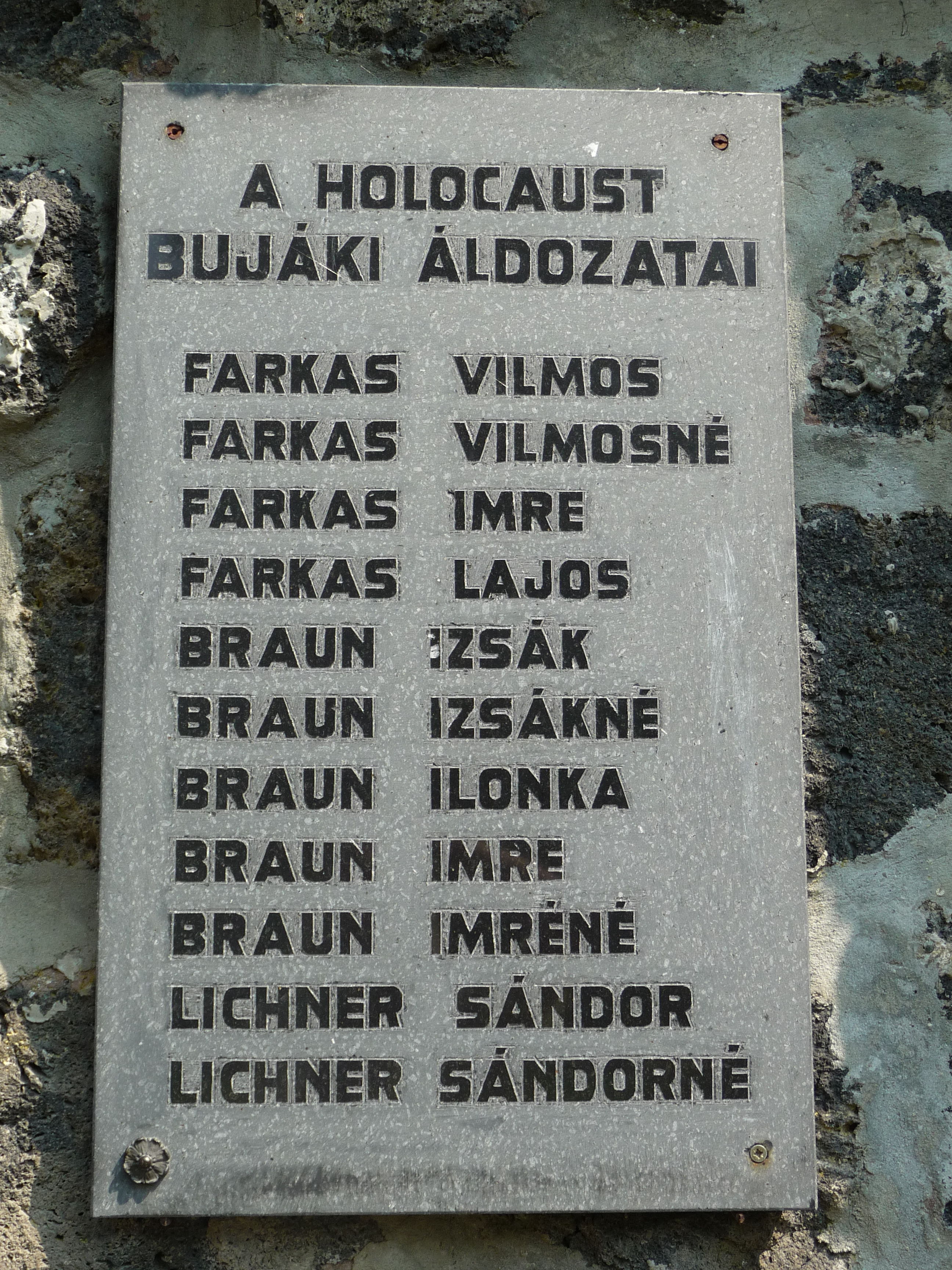
A holokauszt bujáki áldozatainak emléktáblája
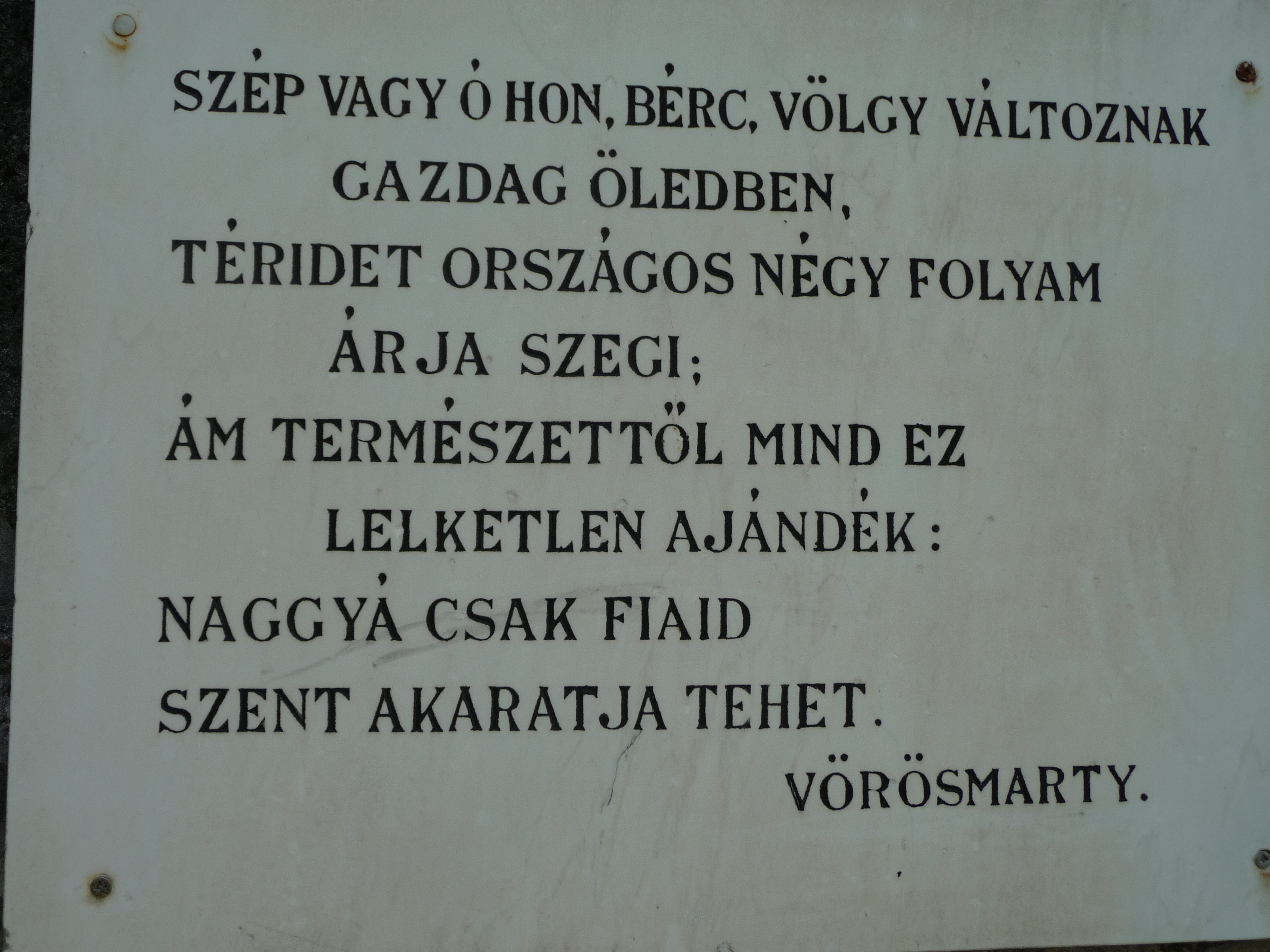
Vörösmarty-idézet

## Szabadtéri oltár
A templom bejáratával szemben kialakított szabadtéri oltáron áll Mária Magdolna és János evangélista szobra — ezeket a kálváriáról hozták le.